# Edmonton Drillers
Os Edmonton Drillers foi um time da North American Soccer League que jogava ao ar livre e futebol indoor de 1979 a 1982, no auge do sucesso da liga. A equipe foi levada a Edmonton pelo empresário local e proprietário de Edmonton Oilers, Peter Pocklington, depois de testemunhar o forte apoio à equipe de Brian Rice Edmonton Black Gold em 1978. Antes de jogar em Edmonton, a equipe era conhecida como Oakland Stompers, Hartford Bicentennials e Connecticut Bicentennials . 

## História
Joe Petrone foi o gerente geral dos Drillers por toda a sua existência. Os Drillers foram treinados em 1979 e 1980 por Hans Kraay, que trouxe vários jogadores da Holanda. Depois de Kraay, Timo Liekoski assumiu o cargo de técnico em 1981, enquanto Patrone atuaria como treinador interino da equipe até que a equipe desistisse no final da temporada de 1982 . 
Durante a temporada ao ar livre, os Drillers jogaram seus jogos em casa no Commonwealth Stadium, mas a multidão diminuiu durante o último ano viu a equipe mudar para um Clarke Stadium muito mais antigo e menor, o que levou a um número ainda menor de fãs nos jogos. Os Drillers jogaram suas duas temporadas de futebol de salão no Northlands Coliseum e também no Edmonton Gardens . A equipe externa foi caracterizada por um forte estilo defensivo de jogo, mas o estilo interno foi construído com base no estilo de ataque de correr e ir. A participação dos torcedores diminuiu muito durante os anos, de 10.000 no começo da franquia, até 4.000 por jogo em 1982. Em comparação, os jogos indoor mais bem-sucedidos e lucrativos tiveram participações entre 5.000 e 7.000 fãs pagantes por jogo em 1981 e 1982. 
Como o Northlands Coliseu estava reservado, o primeiro jogo da final da NASL de 1981 foi disputado em Edmonton Gardens. Em 2 de março de 1981, os Drillers derrotaram o Chicago Sting, 9-6, na frente de 5.089 fãs para liderar a série.  No jogo 2, disputado cinco dias depois, Edmonton veio de trás para baixo no Sting, por 5 a 4, diante de uma então recorde de 16.257 visitantes da NASL indoor no Chicago Stadium, para varrer as finais e conquistar o campeonato da NASL em 1981. 

### Fatores que levam ao colapso
Em 1982, os custos subiram rapidamente para a equipe, assim como estavam com várias outras franquias da NASL. No caso de Edmonton, em particular, os seguintes foram especulados como fatores relacionados ao colapso da equipe: pouco apoio da mídia local; dificuldades decorrentes de um acordo complicado com os proprietários do Coliseu e do Estádio da Commonwealth em relação à participação, concessões e estacionamento nos jogos de salão; e como admitido por John Colbert, gerente de negócios da Drillers em 1982, uma estratégia de negócios que consistia em uma "construção de cima para baixo" para a equipe (ou seja, atrair jogadores internacionais caros em vez de desenvolver talentos locais mais baratos).  